# 胡紀如
胡紀如是國立清華大學化學系教授、國立中央大學化學系講座教授兼理學院院長、英國皇家化學學會RSC院士。曾獲得第三世界科學院化學獎(為該獎於1983年設立以來台灣第一位獲獎的科技人士)以及「世界十大傑出青年」称号（1994）。

## 外部連結
- 國立中央大學胡紀如網頁[永久] （繁體中文）
- 國立清華大學胡紀如網頁 （页面存档备份，存于） （繁體中文）